# Crataegus orbicularis
Crataegus orbicularis — вид квіткових рослин із родини трояндових (Rosaceae).

## Біоморфологічна характеристика
Це розкидистий кущ 20–40 дм заввишки. Нові гілочки слабо-запушені, 1-річні гілочки середньо-коричневі, старші матово-сірі; колючки на гілочках прямі або частіше вигнуті, тонкі, 3–5 см. Листки: ніжки листків 1.2–2 см, зверху коротко-волосисті; пластини від широко-еліптичних до майже округлих, 5–8 см, тонкі, часток 3 або 4 на кожному боці, коротко-трикутні, краї пилчасті, верхівка ± майже гостра, нижня поверхня гола, жилки волосисті, верх коротко-притиснуті-волосистий. Суцвіття 10–18-квіткові. Квітки 18 мм у діаметрі; гіпантій голий; чашолистки вузько-трикутні, 5–6 мм; тичинок 10; пиляки рожеві. Яблука цегляно-червоні (від середини до кінця серпня), стають темно-бордовими (вересень), ± довгасті, 7–10 мм у діаметрі, голі. Період цвітіння: травень; період плодоношення: вересень і жовтень.

## Ареал
Ендемік Британської Колумбії Канада.
Населяє хмизняки, натуральні живоплоти; висота зростання: 300–400 метрів.